# Lớp (sinh học)

Hệ thống cấp bậc trong phân loại khoa học

Trong phân loại sinh học, một lớp là một cấp bậc nằm dưới ngành và trên bộ.
Ví dụ Mammalia là một lớp được sử dụng trong phân loại các loài chó, mèo mà ngành của nó là Chordata (các động vật có dây sống) và bộ chứa chúng là Carnivora (các động vật có vú và ăn thịt).

## Lịch sử
Lớp như là một dạng phân loại sinh học đặc biệt có tên gọi đặc biệt để phân biệt của chính nó (chứ không phải chỉ là tên gọi chung cho cái gọi là chi cao hơn (genus summum), lần đầu tiên được một nhà thực vật học người Pháp là Joseph Pitton de Tournefort đưa ra trong phân loại của ông đối với thực vật (xuất hiện trong cuốn Eléments de botanique xuất bản năm 1694). Carolus Linnaeus là người đầu tiên sử dụng một cách ổn định từ lớp trong sự phân chia 3 giới của tự nhiên, bao gồm khoáng vật, thực vật và động vật, trong cuốn Systema Naturae (1735, ấn bản lần thứ nhất) của ông. Do khi đó lớp được coi là cấp cao nhất trong hệ thống cấp bậc phân loại cho đến khi có sự xuất hiện của cái mà ngày nay gọi là ngành (phylum/phyla cho động vật hay divisio cho thực vật) trong thế kỷ 19.